# マジカルビート
『マジカルビート 〜ビートでつなぐオチモノパズル〜』は2012年にアークシステムワークスより発売されたアーケード用ゲーム。

## 概要
NESiCAxLiveの配信専用タイトルとしてリリースされた。
8bitゲームライクなドット絵調グラフィックと、「ビートでつなぐオチモノパズル」の副題にあるように、落ち物パズルに音楽ゲームの要素を合わせたゲームシステムを特徴としている。オリジナルBGMはきくおが担当。同じアークシステムワークス制作の『BLAZBLUE』『GUILTY GEAR』『XBLAZE』シリーズからの出典楽曲もある。
2013年12月12日にPlayStation Vita、2014年8月5日にはPlayStation 3で移植版も発売、双方ともダウンロード版のみの販売となる。

## ゲームシステム

### 基本的なルール
- マジカルビートは、基本的にCPUまたは人間との対戦に主眼が置かれている。
- 対戦の前にBGMを選択することが可能。この選択したBGMのBPMが、下記のビートシンクロゲージに関連する。
- フィールドは横6マス×縦9マスの格子で構成される。格子の1マスにつき1個のブロック（ビートン）を置くことができる。ただし、上方向は、画面外に1マス分だけビートンを置くことができる。格子の上までビートンが摘み上がったプレイヤーの負けとなる。
- ビートンは3つひと組、L字型の形をしており、色は赤・青・緑・黄の4色（ジゴクバトルでは橙を加えた5色）がある。プレイヤーはビートンに対して左右移動、左右回転、設置のいずれかの操作を行う。
- 同じ色のビートンを3つ以上繋げることで、繋げたビートンを消すことができる。
- 次に落下するビートンはフィールドの枠外にNEXTとして4つまで予告される。

ビートシンクロゲージ
- フィールド枠外には「ビートシンクロゲージ」と呼ばれるエリアがあり、音楽（BPM）に合わせてバーが上下している。このエリアの青い部分（ブルーエリア）にバーがある時に設置を行うとフィールド上にビートンを落下させることができる。ただし、エリア黒い部分（ブラックエリア）にバーがある時に設置を行うと失敗となり、ランダムにビートンがばら撒かれてしまう。
- ゲージを上下するバーは、選択したBGMのBPMによって速度が変化する。
- ビートシンクロゲージの中央にバーがあるタイミングで落下を行うと、BESTと判定されスコアボーナスやジャマー（後述）を多く送ることができる。中央に来るタイミングは、BGMの1拍にあたる。

### ジャマー
- 一度に多くのビートンを消す、BEST判定でビートンを消す、連鎖でビートンを消すことにより、相手に対してジャマービートンを送ることができる。ジャマービートン単体は並べても消すことができず、通常ビートンを消すことで縦横に重なっているジャマービートンを消すことができる。
- ジャマービートンの落ちる個数の目安はフィールド上部へ表示される。
- 自フィールドにジャマービートンが落ちる前に自陣もビートンを消すことで相殺させることができる。

### ツナギタイム
- ビートンを3つ以上繋げた後、ビートシンクロゲージが4拍経つまではビートンは消えずに点滅したままその場に残る。この間をツナギタイムと呼び、点滅中のビートンと同色のビートンを縦横に繋げることでそのビートンもツナギタイム終了時に纏めて消すことができる。ツナギタイム中にビートンを繋げて消した場合、多くのジャマーを相手に送ることができる。
- ツナギタイム継続中はフィールド上にビートンが詰まっている場合であってもゲームオーバーとならない。

## モード
4種類のゲームモードと乱入対戦モードがある。
なお、各種設定は工場出荷設定を基準としている。

### ヒヨコバトル
- チュートリアルが付いた入門用のモード。全5ステージのCOM対戦で勝っても負けても最後まで遊ぶことができる。

### フツウバトル
- 全10ステージのCOM対戦で、徐々にCOMの強さが上がっていくモード。

### ジゴクバトル
- 全10ステージのCOM対戦で、全てのステージでCOMレベルが最強、加えてビートンの色が橙を加えた5色となる。

### オレノバトル
- 全5ステージの練習用モード、☆1〜5（4色）と★1〜5（5色）で難易度と色数を選択可能となり、勝っても負けても遊ぶことができる。
- モード選択時にフツウバトルにカーソルを合わせ、レバーを下に入れることで選択できる。

### 乱入対戦
- 上記4種類のモード中に乱入することで当モードとなる。曲の選択はプレイヤーで交互に選択可能となり、1曲目はランダムに選択される。先に2勝すれば勝ちとなる。

### フタリバトル
- 家庭用版専用のモード。
- PS Vita版は本体2台によるアドホック通信により、PS3版はコントローラー2つ使用することにより対戦する。

### ムゲンバトル
- 家庭用版専用のモード。
- キャラクター・曲ともにランダムでCOM対戦を自分が負けるまで続ける。 ダウンロードコンテンツの曲も使用される。

### ネットバトル
- PS Vita版（Ver.102）のみで遊べるモード。
- インターネットによるネットワーク対戦を行う。

## 曲一覧
| 曲名                     | アーティスト    | BPM | 相手（CPU戦） |
| ------------------------ | --------------- | --- | ------------- |
| THE BEAUTIFUL MAGIC      | Kikuo           | 140 | コケシロボ    |
| CUTE ROBOT SOLDIER       | Kikuo           | 128 | フラワルン    |
| UHAUHA-FUNK GOGO         | Kikuo           | 110 | オンドリ      |
| LALALILU TRAP            | Kikuo           | 70  | サリー        |
| THE PICO PICO WORLD      | Kikuo           | 180 | タコ八        |
| OBAKA RHYTHM FESTIVAL    | Kikuo           | 150 | ワルパッカ    |
| TWINKLE TINY STORY       | Kikuo           | 100 | U-レイ        |
| TUNTUN-MOONLIGHT         | Kikuo           | 80  | イナバ        |
| NEHAN SPELLCASTING       | Kikuo           | 180 | マジョルカ    |
| MAGICAL BEAT             | Kikuo           | 200 | オリジナル    |
| Cosmic Fruits            | Joe Down Studio | 79  | コケシロボ    |
| Jewel's Party            | Joe Down Studio | 123 | U-レイ        |
| The Shooting Star Band   | Joe Down Studio | 151 | イナバ        |
| Freeeeeeee!!!!!!!!       | Joe Down Studio | 160 | オンドリ      |
| Satellite Emergency      | Joe Down Studio | 150 | サリー        |
| Moon Light Attack        | Joe Down Studio | 160 | マジョルカ    |
| Vritra                   | TRG303          | 150 | ワルパッカ    |
| Under Heaven Destruction | BlazBlue        | 131 | ラグナ        |
| Rebellion                | BlazBlue        | 247 | ラグナ        |
| Bullet Dance             | BlazBlue        | 125 | ノエル        |
| Condemnation Wings       | BlazBlue        | 128 | ツバキ        |
| Catus Carnival           | BlazBlue        | 127 | タオカカ      |
| Thin RED Line            | BlazBlue        | 166 | アラクネ      |
| Active Angel             | BlazBlue        | 141 | プラチナ      |
| Alexandrite              | BlazBlue        | 134 | マコト        |
| Lust SIN                 | BlazBlue        | 110 | ジン          |
| Gluttony Fang            | BlazBlue        | 207 | ハザマ        |
| Queen of rose            | BlazBlue        | 144 | レイチェル    |
| Marionette Purple        | BlazBlue        | 130 | カルル        |